# 九四式偵察機

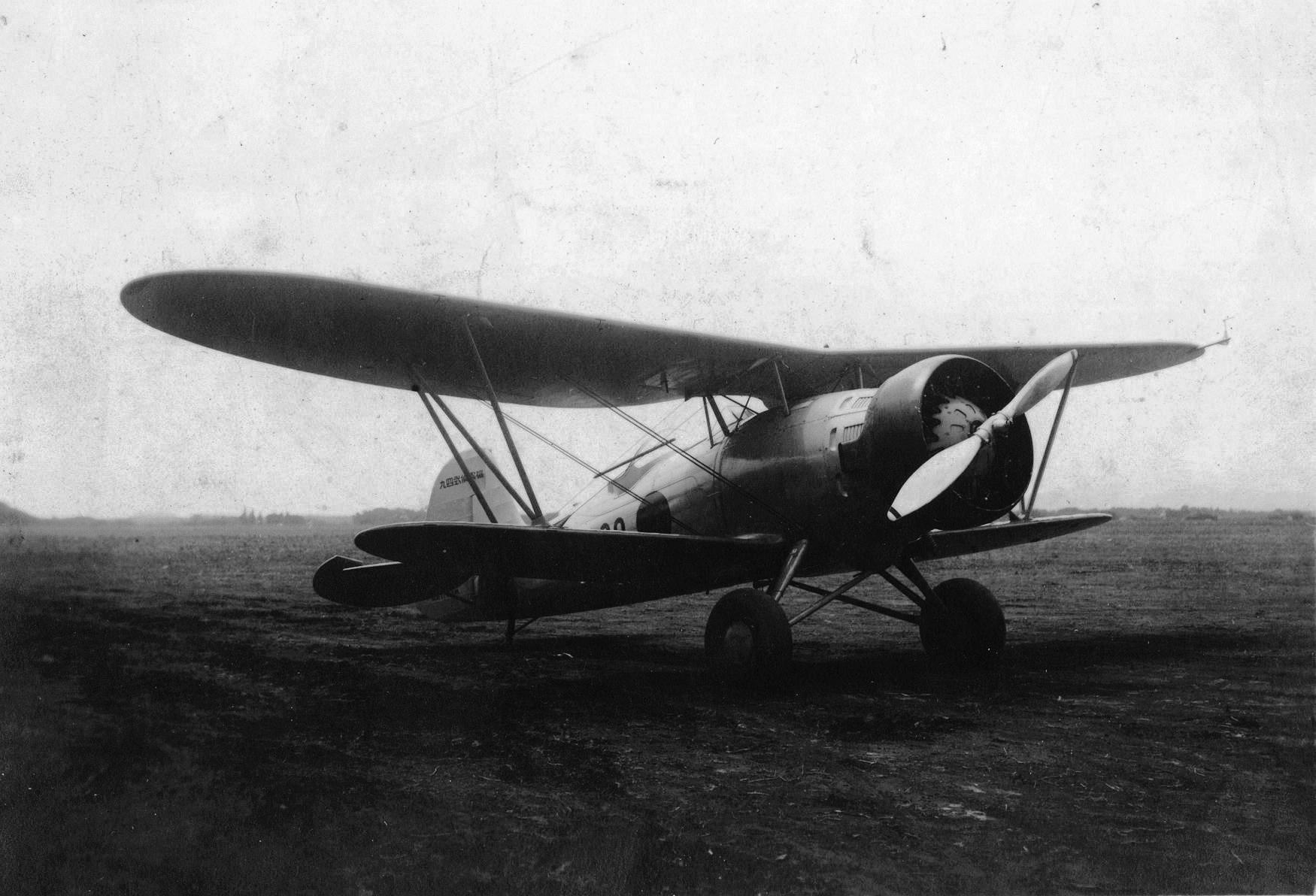
九四式偵察機

九四式偵察機由日本中島飛機設計製造，正式編號為ki-4，是舊日本陸軍使用的偵察機。

## 開發起源與歷史
由於九二式偵察機無法達到預期的性能，1933年時舊日本陸軍要求中島飛機開發與歐美各國相當的高性能新型偵察機。中島飛機公司在1934年3月開發完成試做第1號機，經過少許修改後於1934年7月以九四式偵察機之名正式採用。
本機由一葉半型的木金混合製主翼與金屬一體成型的機體製作而成，無論運動性或工作效率都相當優秀。對近距離偵察的地上部隊之戰鬥支援與聯絡等多用途使用的緣故，讓九四式偵察機成為前線的至寶。後期生產的乙型也常裝上炸彈架當作輕轟炸機使用，也有作為支援偵察機的。
雖是中日戰爭初期的主力機，但等身為後繼機的九八式直接協同偵察機開始配置時便從前線離開，太平洋戰爭時擔任連絡、訓練等用途的雜用機。初期的甲型於中島飛機公司生產，後期的乙型則是由立川飛機公司與滿州飛機公司生產。

## 性能諸元
- 發動機：光氣冷星型9汽缸發動機（550馬力）
- 乘員數：2人
- 長度：7.73公尺
- 翼展：12公尺
- 高度：3.5公尺
- 主翼面積：29.7平方公尺
- 重量：1,615公斤
- 全武裝重量：2,616公斤
- 最高空速：300公里／時
- 最大航程：1,200公里
- 武裝：7.7公釐機槍三挺（或四挺）五十公斤炸彈